# Ecpyrrhorrhoe
Ecpyrrhorrhoe é um gênero de mariposa pertencente à família Crambidae.